# Rauf Denktaş
Rauf Raif Denktaş (ur. 27 stycznia 1924 w Pafos, zm. 13 stycznia 2012 w Nikozji Północnej) – polityk turecko-cypryjski, pierwszy prezydent Tureckiej Republiki Cypru Północnego w latach 1983–2005. Były lider Partii Jedności Narodowej (UBP, Ulusal Birlik Partisi).

## Życiorys
Rauf Denktaş był w latach 1983 do 2005 prezydentem tureckiej części Cypru, kraju nieuznawanego przez żadne państwo świata poza Turcją. Był zwolennikiem daleko idącej autonomii dla tureckiej części Cypru, a nawet opowiadał się za włączeniem tej części wyspy w struktury Republiki Tureckiej.
Jednocześnie był przeciwnikiem połączenia tureckiej i greckiej części wyspy.
Aktywnie hamował zbliżenie obojga narodów zamieszkałych na tej wyspie Morza Śródziemnego.
Denktaş zrezygnował z urzędu prezydenta po referendum dotyczącym tak zwanego Planu Annana, który przewidywał utworzenie wspólnej federacji obu części wyspy. Wbrew jego woli, większość obywateli tureckiej części opowiedziała się niespodziewanie za realizacją tego planu, który umożliwiał by de facto przystąpienie obu części wyspy do Unii Europejskiej.
Chociaż realizacja planu został zablokowana poprzez odrzucenie planu przez większość mieszkańców greckiej części wyspy, Denktaş dotrzymał zapowiedzi przedreferendalnej i nie ubiegał się więcej o następną – piątą kadencję.
W roku 2005 Denktaş był najdłużej urzędującym prezydentem z wszystkich państw na świecie.

## Życie prywatne
Obok kariery politycznej, Denktaş był znanym fotografem i pisarzem. Jego zdjęcia były wystawiane w wielu krajach między innymi w Wielkiej Brytanii, Australii, Włoszech a także w Polsce. Denktaş był autorem ponad pięćdziesięciu książek. Denktaş był żonaty i miał trzech synów, spośród których jeden zginął w wypadku samochodowym, a drugi syn zmarł przy zabiegu usunięcia migdałków podniebiennych.